# NGC 1589
NGC 1589 je galaksija u zviježđu Biku.

## Vanjske poveznice
- SEDS: NGC 1589